# Vanusa
Vanusa Santos Flores, conosciuta semplicemente come Vanusa (Cruzeiro, 22 settembre 1947 – Santos, 8 novembre 2020), è stata una cantante brasiliana.

## Biografia
Vanusa nacque nel 1947 a Cruzeiro ma crebbe a Uberaba.
A 16 anni cantava nel gruppo Golden Lions. Nel 1966 ebbe successo col primo pezzo da solista, Pra nunca mais chorar, grazie alle sue numerose apparizioni a TV Excelsior.
Con 20 album incisi in carriera e 3 milioni di dischi venduti, fu una delle cantanti donne inquadrate nella MPB, benché in realtà lei avesse esplorato anche altri generi come rock, funk americano e samba. Nota anche a livello internazionale, fu acclamata in tutta l'America Latina e in Estremo Oriente, particolarmente nella Corea del Sud.
Nel 1997 pubblicò un'autobiografia: Vanusa - A Vida Não Pode Ser Só Isso!.
Negli ultimi tempi la cantante fu afflitta da vari problemi di salute, tra cui frequenti labirintiti. Vanusa è morta nel novembre del 2020, per insufficienza respiratoria: da due anni si trovava in una casa di riposo a Santos. 

## Vita privata
Dal suo primo matrimonio, col collega Antonio Marcos, era nata una figlia, Aretha Marcos, che avrebbe poi seguito le loro orme. In seguito Vanusa passò a nuove nozze con Augusto César Vannucci .

## Discografia
- 1968 – Vanusa
- 1969 – Vanusa vol.2
- 1971 – Vanusa vol.3
- 1973 – Vanusa vol.4
- 1974 – Vanusa vol.5
- 1975 – Amigos Novos E Antigos
- 1977 – Trinta Anos
- 1977 – Cinderela 77
- 1979 – Viva Vanusa
- 1980 – Vanusa vol.6
- 1981 – Vanusa vol.7
- 1982 – Primeira Estrela
- 1985 – Vanusa vol.8
- 1986 – Mudanças
- 1988 – Cheiro De Luz
- 1991 – Viva Paixão
- 1994 – Hino Ao Amor
- 1997 – A Arte Do Espetáculo
- 2004 – Diferente
- 2013 – Estrada de Bênçãos